# Ољастро Марина
Ољастро Марина је насеље у Италији у округу Салерно, региону Кампанија.
Према процени из 2011. у насељу је живело 56 становника. Насеље се налази на надморској висини од 10 м.